# Bells gors
De Bells gors (Artemisiospiza belli; synoniem: Amphispiza belli) is een zangvogel uit de familie Emberizidae (gorzen).

## Verspreiding en leefgebied
Deze soort telt 4 ondersoorten:
- A. b. canescens: zuidoostelijk Californië, zuidwestelijk Nevada en noordoostelijk Baja California (noordwestelijk Mexico).
- A. b. belli: zuidelijk Californië en noordwestelijk Baja California.
- A. b. clementeae: San Clemente Island (nabij zuidwestelijk Californië).
- A. b. cinerea: centraal Baja California.